# Partecipanti alla Drôme Classic 2024
Elenco dei partecipanti alla Drôme Classic 2024.
La Drôme Classic 2024 è stata la dodicesima edizione della corsa. Alla competizione presero parte diciotto squadre: nove iscritte all'UCI World Tour 2024, sei dell'UCI ProTeam e tre dell'UCI Continental Team. 
Partenza con 120 ciclisti accreditati.

## Corridori per squadra
Nota: R ritirato, NP non partito, FT fuori tempo, SQ squalificato
| Cofidis                         | Cofidis                         | Cofidis                         | Soudal Quick-Step         | Soudal Quick-Step         | Soudal Quick-Step         | Tudor Pro Cycling Team  | Tudor Pro Cycling Team  | Tudor Pro Cycling Team  |
| ------------------------------- | ------------------------------- | ------------------------------- | ------------------------- | ------------------------- | ------------------------- | ----------------------- | ----------------------- | ----------------------- |
| N°                              | Ciclista                        | Clas.                           | N°                        | Ciclista                  | Clas.                     | N°                      | Ciclista                | Clas.                   |
| 1                               | Anthony Perez                   | 35°                             | 11                        | James Knox                | 56°                       | 21                      | Juan Ayuso              | 2°                      |
| 2                               | Ion Izagirre                    | 30°                             | 12                        | Paul Magnier              | 38°                       | 22                      | Marc Hirschi            | 1°                      |
| 3                               | Jesús Herrada                   | R                               | 13                        | Fausto Masnada            | 76°                       | 24                      | Diego Ulissi            | NP                      |
| 4                               | Axel Mariault                   | 20°                             | 14                        | Antoine Huby              | 24°                       | 25                      | Sjoerd Bax              | R                       |
| 5                               | Jonathan Lastra                 | R                               | 15                        | Gil Gelders               | R                         | 26                      | Igor Arrieta            | 55°                     |
| 6                               | Harrison Wood                   | 79°                             | 16                        | Louis Vervaeke            | 37°                       | 27                      | Domen Novak             | R                       |
| 7                               | Thomas Champion                 | 78°                             | 17                        | Pieter Serry              | 54°                       |                         |                         |                         |
| Israel-Premier Tech             | Israel-Premier Tech             | Israel-Premier Tech             | Intermarché-Wanty         | Intermarché-Wanty         | Intermarché-Wanty         | Lidl-Trek               | Lidl-Trek               | Lidl-Trek               |
| N°                              | Ciclista                        | Clas.                           | N°                        | Ciclista                  | Clas.                     | N°                      | Ciclista                | Clas.                   |
| 31                              | Corbin Strong                   | 8°                              | 41                        | Georg Zimmermann          | 25°                       | 51                      | Mattias Skjelmose       | 5°                      |
| 32                              | Stephen Williams                | 83°                             | 42                        | Francesco Busatto         | 12°                       | 52                      | Bauke Mollema           | 22°                     |
| 33                              | Nick Schultz                    | 32°                             | 43                        | Lilian Calmejane          | 29°                       | 53                      | Amanuel Gebreigzabhier  | 31°                     |
| 34                              | Marco Frigo                     | 52°                             | 44                        | Rune Herregodts           | R                         | 54                      | Quinn Simmons           | 64°                     |
| 35                              | Hugo Houle                      | R                               | 45                        | Rein Taaramäe             | R                         | 55                      | Julien Bernard          | 65°                     |
| 36                              | Nadav Raisberg                  | 80°                             | 46                        | Sacha Prestianni          | 45°                       | 56                      | Louis Leidert           | R                       |
| 37                              | Simon Clarke                    | 32°                             | 47                        | Simone Gualdi             | 41°                       | 57                      | Fabio Felline           | 63°                     |
| Groupama-FDJ                    | Groupama-FDJ                    | Groupama-FDJ                    | Team DSM-Firmenich PostNL | Team DSM-Firmenich PostNL | Team DSM-Firmenich PostNL | Lotto Dstny             | Lotto Dstny             | Lotto Dstny             |
| N°                              | Ciclista                        | Clas.                           | N°                        | Ciclista                  | Clas.                     | N°                      | Ciclista                | Clas.                   |
| 61                              | Valentin Madouas                | 40°                             | 71                        | Romain Bardet             | 13°                       | 81                      | Maxim Van Gils          | 3°                      |
| 62                              | Rémy Rochas                     | 62°                             | 72                        | Warren Barguil            | 4°                        | 83                      | Eduardo Sepúlveda       | R                       |
| 63                              | Kevin Geniets                   | 16°                             | 73                        | Kevin Vermaerke           | 19°                       | 84                      | Sylvain Moniquet        | 50°                     |
| 64                              | Thibaud Gruel                   | 23°                             | 74                        | Chris Hamilton            | 60°                       | 85                      | Jonas Gregaard          | 84°                     |
| 65                              | Lorenzo Germani                 | R                               | 75                        | Romain Combaud            | 74°                       | 86                      | Jenno Berckmoes         | 50°                     |
| 66                              | Lars van den Berg               | NP                              | 76                        | Martijn Tusveld           | 75°                       | 87                      | Jarrad Drizners         | R                       |
| 67                              | Maxime Decomble                 | R                               | 77                        | Patrick Bevin             | R                         |                         |                         |                         |
| Decathlon AG2R La Mondiale Team | Decathlon AG2R La Mondiale Team | Decathlon AG2R La Mondiale Team | Arkéa-B&B Hotels          | Arkéa-B&B Hotels          | Arkéa-B&B Hotels          | Tudor Pro Cycling Team  | Tudor Pro Cycling Team  | Tudor Pro Cycling Team  |
| N°                              | Ciclista                        | Clas.                           | N°                        | Ciclista                  | Clas.                     | N°                      | Ciclista                | Clas.                   |
| 91                              | Benoît Cosnefroy                | 9°                              | 101                       | Vincenzo Albanese         | 17°                       | 111                     | Lucas Eriksson          | 14°                     |
| 92                              | Dorian Godon                    | 10°                             | 102                       | Clément Venturini         | 15°                       | 112                     | Simon Pellaud           | 71°                     |
| 93                              | Clément Berthet                 | 34°                             | 103                       | Louis Barré               | 42°                       | 113                     | Sébastien Reichenbach   | 43°                     |
| 94                              | Nans Peters                     | 26°                             | 104                       | Michel Ries               | 58°                       | 114                     | Hannes Wilksch          | 66°                     |
| 95                              | Bastien Tronchon                | 6°                              | 105                       | Simon Guglielmi           | 87°                       | 115                     | Marco Brenner           | 81°                     |
| 96                              | Paul Lapeira                    | 7°                              | 106                       | Anthony Delaplace         | 77°                       | 116                     | Roland Thalmann         | 44°                     |
| 97                              | Jaakko Hänninen                 | R                               | 107                       | Kévin Ledanois            | 59°                       | 117                     | Aloïs Charrin           | 85°                     |
| Uno-X Mobility                  | Uno-X Mobility                  | Uno-X Mobility                  | Bingoal WB                | Bingoal WB                | Bingoal WB                | TotalEnergies           | TotalEnergies           | TotalEnergies           |
| N°                              | Ciclista                        | Clas.                           | N°                        | Ciclista                  | Clas.                     | N°                      | Ciclista                | Clas.                   |
| 121                             | Fredrik Dversnes                | 69°                             | 131                       | Marco Tizza               | 33°                       | 141                     | Mathieu Burgaudeau      | 18°                     |
| 122                             | Johannes Kulset                 | 21°                             | 132                       | Dimitri Peyskens          | 73°                       | 142                     | Sandy Dujardin          | 11°                     |
| 123                             | Ådne Holter                     | 82°                             | 133                       | Floris De Tier            | 47°                       | 143                     | Jordan Jegat            | 48°                     |
| 124                             | Simon Dalby                     | 39°                             | 134                       | Aaron Van der Beken       | 72°                       | 144                     | Alexis Vuillermoz       | R                       |
| 125                             | Odd Christian Eiking            | 46°                             | 135                       | Louka Matthys             | 36°                       | 145                     | Alan Jousseaume         | R                       |
| 126                             | Magnus Kulset                   | 67°                             | 136                       | Noah Detalle              | R                         | 146                     | Fabien Grellier         | R                       |
|                                 |                                 |                                 | 137                       | Lucas Jacques             | R                         | 147                     | Mattéo Vercher          | 62°                     |
| Nice Métropole Côte d'Azur      | Nice Métropole Côte d'Azur      | Nice Métropole Côte d'Azur      | Van Rysel-Roubaix         | Van Rysel-Roubaix         | Van Rysel-Roubaix         | CIC U Nantes Atlantique | CIC U Nantes Atlantique | CIC U Nantes Atlantique |
| N°                              | Ciclista                        | Clas.                           | N°                        | Ciclista                  | Clas.                     | N°                      | Ciclista                | Clas.                   |
| 151                             | Jean-Louis Le Ny                | 68°                             | 161                       | Maxime Jarnet             | 86°                       | 171                     | Clément Braz Afonso     | 27°                     |
| 152                             | Alexander Konijn                | R                               | 162                       | Célestin Guillon          | R                         | 172                     | Matisse Julien          | R                       |
| 153                             | Melvin Crommelinck              | R                               | 163                       | Maximilien Juillard       | R                         | 173                     | Antoine Hue             | R                       |
| 154                             | Jonathan Couanon                | NP                              | 164                       | Rémi Capron               | 57°                       | 174                     | Enzo Briand             | R                       |
| 156                             | Andrea Mifsud                   | 49°                             | 165                       | Kenny Molly               | R                         | 175                     | Artus Jaladeau          | R                       |
| 157                             | Alexandre Léonien               | R                               |                           |                           |                           | 176                     | Léo Danès               | 70°                     |
|                                 |                                 |                                 | 177                       | Robin Plamondon           | 61°                       |                         |                         |                         |